# 존 하몬

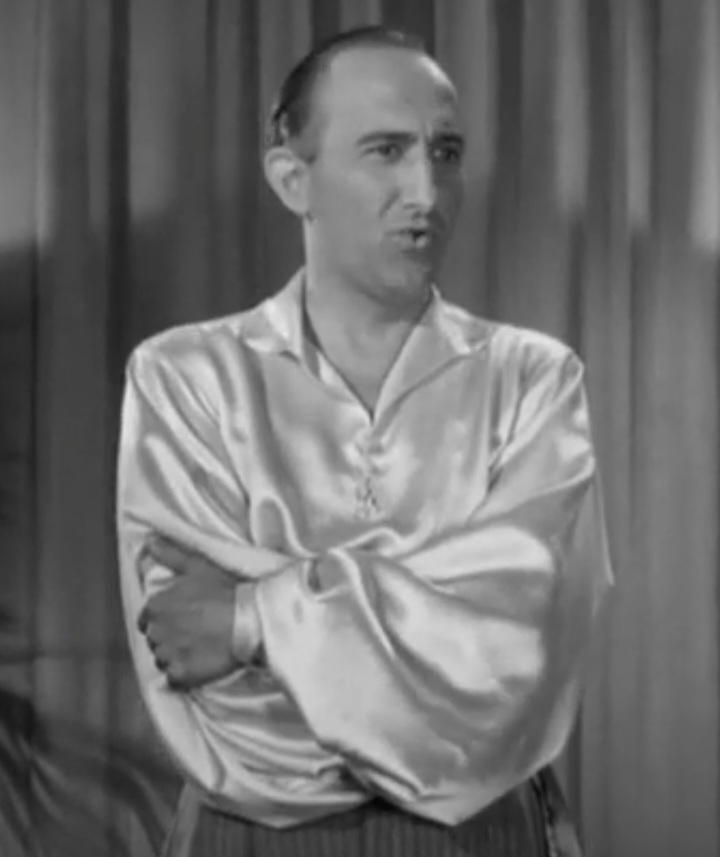

존 하몬(John Harmon, 1905년 6월 30일 ~ 1985년 8월 6일)은 미국의 배우, 텔레비전 배우이다.
워싱턴 D.C.에서 태어났으며 로스앤젤레스에서 사망하였다.

## 영화
- 데리우스 서부에 가다 (2007년) - 본인 역
- 네이키드 몬스터 (2005년)
- 빙우 (2003년)
- 화니 걸 (1968년) - 회사 매니저 역
- 도망자 (1963년)
- 무브 오버, 달링 (1963년)
- 추격 (1959년)
- 보난자 (1959년)
- 몬스터 오브 피드라스 블랑카스 (1959년)
- 서부의 파라딘 (1957년)
- 페리 메이슨 (1957년)
- 쓰리 바이어런트 피플 (1957년)
- 딜론 보안관 (1955년)
- 샤이안 (1955년)
- 용감한 린티 (1954년)
- 슈퍼맨 - 54년작 3 (1954년)
- 달려라 래시 (1954년)
- 런 포 더 힐스 (1953년)
- 카운트 더 아워스 (1953년)
- 딕 트레이시 - 1950년 시리즈 (1950년)
- 시라노 (1950년)
- 어드벤처 오브 갤런트 베스 (1948년)
- 문라이징 (1948년)
- 잔인한 힘 (1947년)
- 살인광 시대 (1947년)
- 아이리쉬 아이스 알 스마일링 (1944년)
- 화이트 세비지 (1943년)
- 럭키 조단 (1942년)
- 브로드웨이 (1942년)
- 라이프 비긴즈 포 앤디 하디 (1941년)
- 맨파워 (1941년)
- 셰퍼드 오브 더 힐 (1941년)
- 그린 호넷 (1940년)
- 벅 로저스 (1939년)